# Lepidozia bisbifida
Lepidozia bisbifida är en bladmossart som beskrevs av Franz Stephani. Lepidozia bisbifida ingår i släktet fingermossor, och familjen Lepidoziaceae. Inga underarter finns listade i Catalogue of Life.